# Legend of the Fist: The Return of Chen Zhen
Legend of the Fist: The Return of Chen Zhen (en xinès	精武風雲－陳真 Jing wu feng yun: Chen Zhen) és una pel·lícula d'arts marcials de superherois de Hong Kong del 2010 dirigida per Andrew Lau, qui la va produir amb Gordon Chan, que també va escriure el guió amb Cheung Chi-shing, Philip Lui i Frankie Tam. La pel·lícula és protagonitzada per Donnie Yen com a Chen Zhen, un paper fet famós per Bruce Lee a la pel·lícula de 1972 Fúria oriental. La pel·lícula és una seqüela de la pel·lícula de 1994 Fist of Legend, protagonitzada per Jet Li com a Chen Zhen. La fotografia principal de Legend of the Fist: The Return of Chen Zhen va començar el novembre de 2009 i va acabar a principis de febrer de 2010; el rodatge va tenir lloc a Xangai. La pel·lícula es va projectar fora de competició durant la nit d'obertura de la 67a Mostra Internacional de Cinema de Venècia, i el Festival Internacional de Cinema de Toronto de 2010. La pel·lícula es va estrenar als cinemes xinesos el 21 de setembre de 2010 i dos dies després a Hong Kong.

## Argument
La pel·lícula està ambientada principalment a la Xina abans de la Segona Guerra sino-japonesa. Chen Zhen es va unir a un grup de soldats xinesos que van lluitar al costat dels Aliats contra els alemanys a França durant la Primera Guerra Mundial. Després de la guerra, torna a la Xina i assumeix la identitat del seu amic, Qi Tianyuan, que va morir en acció.
De tornada a Xangai, Chen s'uneix a un moviment clandestí per contrarestar una imminent invasió de la Xina per part de l'Imperi del Japó. Es fa amic de Liu Yutian, el propietari d'una club nocturn freqüentat per dignataris estrangers i se sent atret per Kiki, una cantant que en realitat és una espia japonesa. Una nit, Chen descobreix que els japonesos estan planejant assassinar el general Zeng, el fill d'un senyor de la guerra del nord i donar la culpa al general Zhuo, un senyor de la guerra rival. La mort de Zeng desencadenarà una guerra civil entre els dos senyors de la guerra i ajudarà a la posterior invasió japonesa. Chen es disfressa de superheroi emmascarat i salva Zeng derrotant els assassins. Després de l'operació fallida, el govern japonès va enviar una llista de noms d'activistes antijaponesos al coronel Chikaraishi Takeshi, el líder de l'agència d'espionatge japonesa a Xangai, ordenant-li que mati la gent de la llista. Chikaraishi filtra la llista per provocar pànic entre la gent i fa una visita al club nocturn.
Conscient de la veritable identitat de Chen, Chikaraishi el desafia a salvar la gent de la llista. Chen i Chikaraishi participen en una carrera contra el temps per salvar i assassinar els activistes respectivament. Alguns moren mentre d'altres aconsegueixen escapar de Xangai. Finalment, el germà de Chikaraishi, Sasaki, lidera un equip d'assassins per assassinar l'editor del Shanghai Times. Chen mata Sasaki, però no aconsegueix salvar l'editor a temps. Mentrestant, Chen descobreix que Kiki és una espia i l'adverteix que se'n vagi. Chikaraishi comença a desconfiar de Kiki i l'obliga a matar la xicota del general Zeng, que també és un dels seus amics íntims. La culpa recau sobre el general Zhuo i l'enutjat Zeng ataca a Zhuo amb el suport de les forces japoneses. Una nit, els japonesos embosquen Chen al carrer, el deixen inconscient i el porten a la seva seu per torturar-lo.
Paral·lelament, els amics de Chen fan una incursió a la seu japonesa i causen greus danys amb explosius abans de fugir del lloc. Els japonesos localitzen els companys de Chen i els maten per venjar-se. Chen és llançat fora d'un cotxe davant del club i roman en coma durant dies mentre es recupera de les seves ferides. Amb la invasió japonesa en marxa i el general Zhuo assassinat en acció amb les seves forces en plena retirada, sembla que no hi ha res que el moviment pugui fer per evitar que els japonesos ocupin Xangai. Chikaraishi desafia a Chen a lluitar contra ell i matar a Kiki després que ella aparegui. Enutjat, Chen derrota molts combatents japonesos, després de la qual cosa s'enfronta a Chikaraishi en un combat un contra un i guanya. Chikaraishi és substituït per un altre oficial mentre Chen es posa la seva disfressa de superheroi i continua ajudant el moviment a oposar-se als invasors.

## Repartiment
- Donnie Yen com a Chen Zhen, el protagonista de la pel·lícula.
- Shu Qi com a Kiki / Fang Qing / Capità Yamaguchi Yumi (Nihongo: 陸軍大尉山口由美, Rikugun-Tai-i Yamaguchi Yumi), una espia japonesa.
- Anthony Wong com a Liu Yutian, el propietari del club nocturn Casablanca.
- Huang Bo com a inspector Huang Haolong, un oficial de policia.
- Kohata Ryu com el coronel Chikaraishi Takeshi (Nihongo: 陸軍大佐力石武, Rikugun-Taisa Rikiishi Takeshi), l'antagonista de la pel·lícula.
- Akira com a Chikaraishi Sasaki (Nihongo: 力石佐々木, Rikiishi Sasaki), el germà petit del coronel Chikaraishi.
- Yasuaki Kurata com a Chikaraishi Tsuyoshi (Nihongo: 力石剛, Rikiishi Tsuyoshi), el pare del coronel Chikaraishi, el mestre de dojo Hongkou que va ser derrotat i assassinat per Chen Zhen fa anys.
- Zhou Yang com a Qi Zhishan, la germana de Qi Tianyuan.
- Huo Siyan com a Weiwei, la xicota del general Zeng.
- Shawn Yue com el general Zeng, un senyor de la guerra del nord a qui Chen Zhen salva dels assassins.
- Ma Yue com el general Zhuo, el rival del general Zeng.
- Ma Su com a dona del general Zhuo
- Karl Dominik com a Vincent, un agent de policia.
- Chen Jiajia com a Huang Yun, un espia japonès que treballa a Casablanca.
- Zhang Songwen com a Wenzai, l'editor del Shanghai Times.
- Lü Xiaolin com a Qiuting, un manifestant estudiantil.

## Desenvolupament
Legend of the Fist: The Return of Chen Zhen és una continuació de la pel·lícula de 1994 Fist of Legend, amb Donnie Yen fent-se càrrec del paper de Chen Zhen de Jet Li. Yen també va interpretar anteriorment a Chen Zhen a Fist of Fury, una sèrie de televisió de 1995 adaptada de la pel·lícula de 1972 pel·lícula del mateix títol que va protagonitzar Bruce Lee com a Chen Zhen.
El febrer de 2007, Gordon Chan va anunciar plans per fer un llargmetratge de seguiment de la pel·lícula de 1994 Fist of Legend. Donnie Yen va substituir Jet Li com a Chen Zhen a la pel·lícula.

## Producció
La pel·lícula va ser dirigida per Andrew Lau, qui també va coproduir la pel·lícula i va exercir de director de fotografia al costat del seu soci freqüent Ng Man-ching. Gordon Chan va coescriure i coproduir la pel·lícula, mentre que John Chong va exercir de productor executiu. La pel·lícula va ser una coproducció entre el distribuïdor de pel·lícules de Hong Kong Media Asia Films, la productora de Lau Basic Pictures i la productora de cinema xinès Enlight Pictures.
Gordon Chan va dir que la pel·lícula no seria un altre remake de Fúria oriental. També va dir que a Fist of Legend, Chen Zhen té 20 anys, mentre que en aquesta pel·lícula Chen té 30 anys.

### Càsting
Anthony Wong va ocupar un paper secundari abans de la fotografia principal. Altres repartiments de suport foren Zhou Yang i Shu Qi interpretant dues dones que competeixen per l'afecte de Chen Zhen. Huang Bo interpreta un lluitador desfavorit, mentre que Anthony Wong interpreta un cap del crim local.

### Rodatge
La fotografia principal de Legend of the Fist: The Return of Chen Zhen va començar el 15 de novembre de 2009, després d'una conferència de premsa a la qual van assistir el repartiment i la tripulació; el rodatge va tenir lloc a Xangai i va concloure a principis de febrer de 2010.

### Coreografia d'acció
Les escenes de lluita van ser coreografiades per Donnie Yen. Per a aquesta pel·lícula, Yen va esmentar que va incloure nunchaku i els elements cridaners com a homenatge a Bruce Lee, que va interpretar a Chen Zhen a la pel·lícula de 1972 Fúria oriental. A més, va incorporar molts elements d'arts marcials mixtes (MMA) a la pel·lícula, juntament amb l'ús del Wing Chun. L'MMA és una forma interdisciplinària de lluita que utilitza elements de Jujutsu brasiler, judo, karate, boxa, kickboxing i luita lliure, que són evidents a la pel·lícula.
Yen també va afirmar que el concepte darrere del Jeet Kune Do de Bruce Lee és similar al de les MMA, per tant, la incorporació de moltes formes d'arts marcials és una necessitat en aquesta pel·lícula.

## Llançament
Legend of the Fist: The Return of Chen Zhen es va estrenar a les sales de cinema a Hong Kong el 23 de setembre de 2010. La pel·lícula es va estrenar als cinemes dels Estats Units. en la seva versió internacional original i sense tallar per Variance Films el 22 d'abril de 2011. Es van incloure un total de 10 minuts d'escenes sense lluita.

## Taquilla
La pel·lícula va recaptar 65 milions de yuans i va ocupar el primer lloc a la taquilla durant la primera setmana de la seva actuació a la Xina, però el seu total brut va augmentar només a 136 milions de yuans un mes després. Donnie Yen no estava satisfet amb els distribuïdors de pel·lícules perquè es van eliminar moltes escenes (uns 10 minuts d'escenes sense baralla), i va comentar a la seva Sina Weibo que la recaptació total de la pel·lícula no superaria els 200 milions de yuans. Els productors Andrew Lau i Gordon Chan van pensar que la pel·lícula resultaria a altres països.

## Recepció
Legend of the Fist: The Return of Chen Zhen ha estat elogiat per les seves escenes d'acció i l'actuació de Donnie Yen, i va rebre crítiques majoritàriament contradictòries.
Segons les crítiques negatives, Total Film va donar a la pel·lícula dues estrelles de cinc, afirmant que la pel·lícula "només cobra vida quan es mostra la extravagant coreografia de lluita de Yen, que es veu massa rarament: els llargs entre els àgils els retalls estan escrits de manera descuidada i el maldestre nacionalisme xinès és tediós". The Guardian va donar a la pel·lícula dues estrelles de cinc trobant que l'argument era confús. The Hollywood Reporter va donar a la pel·lícula una crítica mixta referint-se a la pel·lícula com "una pel·lícula de crispetes de proporcions èpiques" i que "un espera més del productor Gordon Chan i del director Andrew Lau". A Rotten Tomatoes, la pel·lícula va rebre una puntuació del 47 % "podrida" basada en 36 ressenyes.
Altres crítiques comentaven que la pel·lícula no tracta de Chen Zhen, sinó d'una pel·lícula de superherois a l'estil de Hollywood; una combinació de 007, Spider-Man i Batman . El director Andrew Lau va respondre que una pel·lícula de superherois a l'estil de Hollywood és el que la gent vol veure, i creu que una proporció de 6:4 entre l'estil de Hollywood i l'estil tradicional és només correcte per a la pel·lícula.